# 大邱韓国ガス公社ペガサス
大邱韓国ガス公社ペガサス（テグかんこくガスこうしゃペガサス、朝: 대구 한국가스공사 페가수스、英: Daegu KOGAS Pegasus）は、大韓民国・大邱広域市を本拠地に置くプロバスケットボールチームである。

## 概略
韓国バスケットボールリーグ発足当時、大手企業グループの大宇（デウ）グループ傘下の社会人バスケットボールチームである「大宇証券バスケットボール部」を母体として、「仁川広域市」を本拠地とする「仁川大宇（インチョン・デウ）ゼウス」として参加。
以後、アジア通貨危機の際、大宇グループが解体されるのにつれ、リストラの一環として1999年に球団も新世紀（シンセギ）通信に売却され「仁川新世紀（インチョン・シンセギ）ビッグス」とチーム名を変更。
その後、2001年、新世紀通信がSKテレコムに合併され、チーム名も「仁川SKビッグス」になったが、すでにSKグループが「清州SKナイツ（現・ソウルSKナイツ）」を所有していたため、ひとつの企業の下に二つのプロ球団が存在する事態になった。これは、明らかに規約に抵触する事だったが、新世紀通信とSKテレコムの合併という、傘下球団としては不可抗力の事態による結果だったため、新しい売却先が見つかるまで、暫定的にSK側が運営することになった。幸い、この期間中、同じ企業傘下チーム同士による敗退行為や八百長試合沙汰は起こらなかった。
SK側としても、ビッグス球団を持つのが規約に抵触される上、二つの球団を持つのが経営的に負担がかかるため、売却作業を急いだ。結果、2003年に大型家電店の電子ランドが買収し、「仁川電子ランドブラックスライーマー」となる。
2008年には日本のプロバスケットボール・bjリーグに所属する富山グラウジーズとプレシーズンを戦った。
2021年に韓国ガス公社がチームを買収。チーム名を大邱韓国ガス公社ペガサスへ変更し、ホームタウンを仁川広域市から大邱広域市へ移転。